# 西北密苏里州立大学
西北密苏里州立大学（英語：Northwest Missouri State University）是一所坐落在美国密苏里州玛丽维尔的公立大学。该校建于1905年，作为教师学院出身，提供本科和研究生课程。校园的设计是基1904年圣路易斯世界博览会所建立的森林公园--密苏里州立植物园。学校是隶属密苏里州任命的大学董事会和校长约翰亚辛斯基一同管理。

## 体育
西北密苏里的学生在NCAA第二级美国大学体育协会和MIAA美国中部学院体育协会分别在男女体育项目中为本校争夺荣誉。他们曾四次赢得了第二级NCAA的橄榄球全国冠军 (分别在1988, 1999, 2009 和 2013年) 并四次亚军（2005, 2006, 2007和 2008年）。西北密苏里的拉拉队也曾赢得了三次全国拉拉队联盟的全国冠军。